# Jötunn

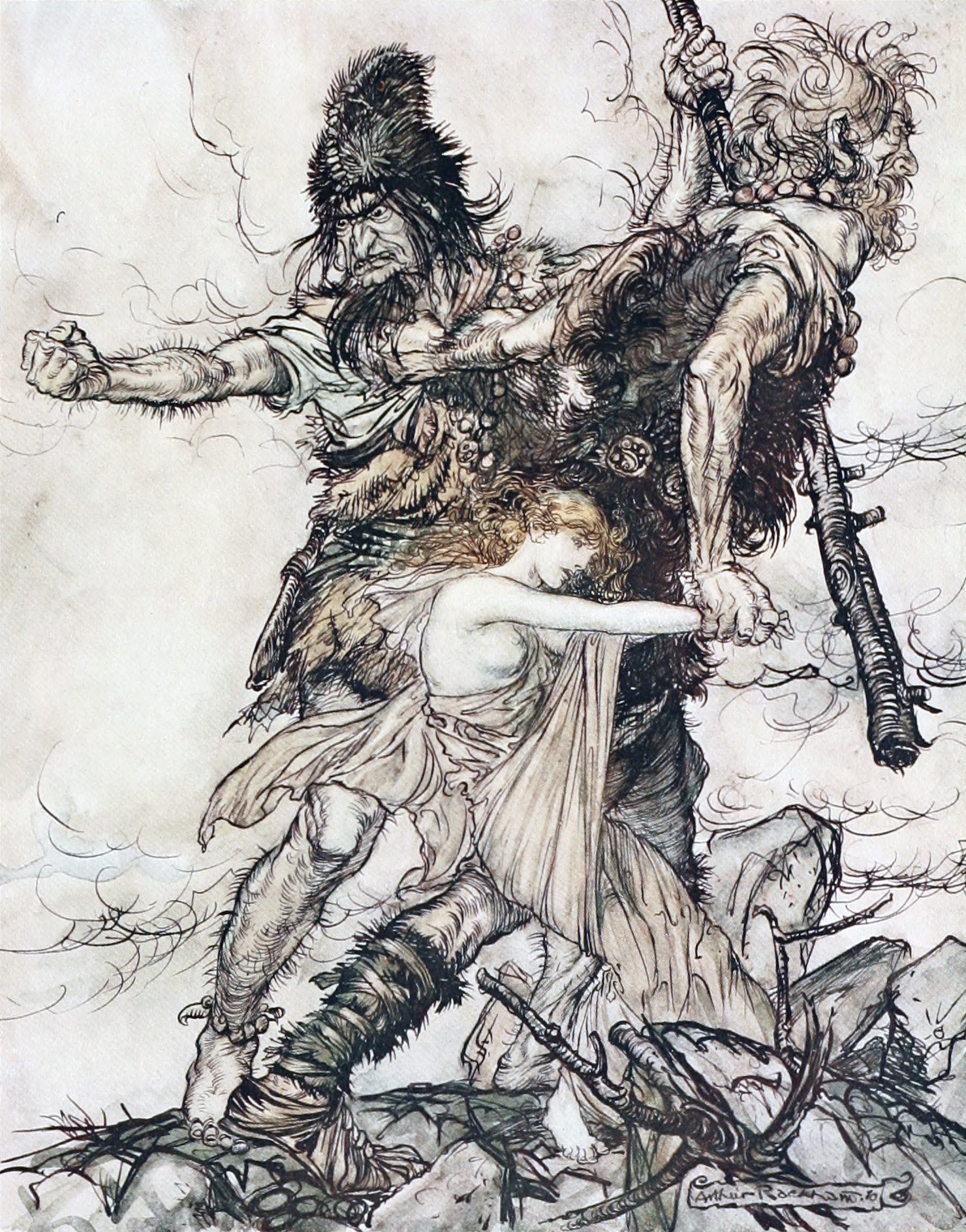
Jötunn und Freia, Bild von Arthur Rackham.

Jötunn (Plural jötnar, an. iötunn, ahd. enz, aeng. eoton, dä. jætte, sv. jätte) ist das älteste Göttergeschlecht in der skandinavischen Mythologie. Sie sind die Nachkommen des Urriesen Ymir. Der Name stammt vielleicht vom Verb essen (ahd. ezzan), „Fresser“.
Die Jötnar wohnen in Jötunheim, jenseits der von Menschen bewohnten Erde. Der Herr dieses Reiches ist Utgardloki. Die Jetten oder Jöttner scheinen mit den Thussen und Bergriesen einerlei Ursprungs gewesen zu sein, und zu der im Norden vormals weit verbreiteten finnischen Nation gehört zu haben.
Den Asen und Menschen gegenüber sind die Jötnar teils freundlich (Ägir und Mimir), teils feindlich (Thursen) gesinnt. Thor bekämpft sie deshalb ständig. Dieser Kampf wird bis zu Ragnarök anhalten.

## Riesen
Die Jötnar wurden oft mit „Riesen“ übersetzt. Überhaupt scheint in der Edda nur ein geringer oder gar kein Unterschied zwischen Thurser, Thusser, Hrymthusser, Rieser, Bjergriser, Jetter, Jötner und Trolle gewesen zu sein.

## Belege
1. ↑  Jacob Grimm: Deutsche Mythologie. 4. Auflage. Band 1, 1875, Riesen, S. 429–434 (archive.org).
2. ↑  Christian Levin Sander: Wörterbuch der Skandinavischen Mythologie. 1816, Thurser oder Thusser, S. 112 (archive.org).